# 45-mm-Panzerabwehrkanone M1937 (53-K)
Die 45-mm-Panzerabwehrkanone M1937 (53-K) (russisch 45-мм противотанковая пушка обр. 1937 г. [53-К]) war eine leichte sowjetische Bataillons- und Panzerabwehrkanone mit einem Kaliber von 45 mm, die während des Zweiten Weltkriegs verwendet wurde.

## Beschreibung
Bei der 53-K handelt es sich um eine Weiterentwicklung der 37-mm-Panzerabwehrkanone M1930 (1-K). Es wurde das Kaliber von 37 auf 45 mm vergrößert und in den Jahren 1932–1937 fertigte das Kalinin-Werk Nr. 8, der Entwickler und Hersteller der Panzerabwehr- und Flugabwehrartillerie für die Rote Armee, eine relativ kleine Serien der Übergangsmodelle M1932 und M1934 als 45-mm-Kanonen, bevor das später in Großserie gefertigte Modell 1937 eingeführt wurde. Besonders wichtig war im Vergleich mit der 37-mm-Pak M1930 die überarbeitete Unterlafette, die nun über ein vollgefedertes Rädergestell mit Gummireifen auf Speichenfelgen verfügte, damit das Geschütz im Kraftzug bewegt werden konnte.

## Geschichte

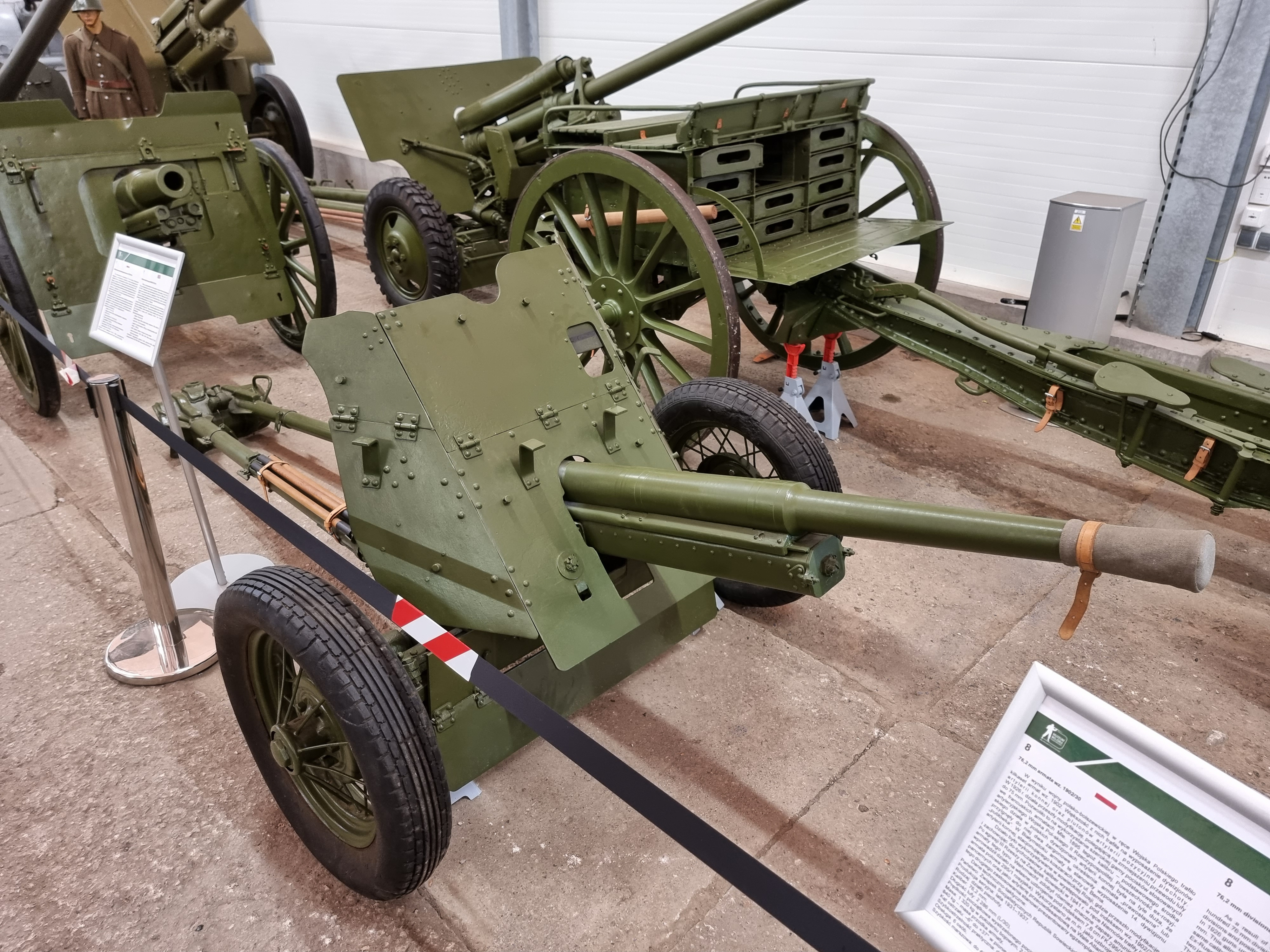
45-mm-Pak M1937 im Museum in Białystok

Die erste von der Roten Armee (RKKA) in größerer Stückzahl eingeführte Panzerabwehrkanone, die 3,7-cm-Panzerabwehrkanone M1930 (1-K), die auf einem ursprünglichen Entwurf der deutschen Firma Rheinmetall basierte, überzeugte die Führung der RKKA nicht. Man wünschte ein Feldgeschütz anstelle einer reinen Panzerabwehrkanone, mit dem auch Wirkung gegen Infanterie und ungepanzerte Ziele erreicht werden konnte. Diese als Bataillonsgeschütz klassifizierte Waffe musste für eine bessere Sprengwirkung ein größeres Kaliber aufweisen.
Im Jahr 1937 stellte das Konstruktionsbüro des Werks Nr. 8 unter der Leitung M. N. Loginows das 45-mm-Rohr auf der überarbeiteten Lafette der 1-K-Kanone vor; das neue Geschütz hatte die Nummer 53-K und wurde im selben Jahr von der Roten Armee als 45-mm-Panzerabwehrkanone M1937 (53-K) angenommen.
In großen Stückzahlen gefertigt wurde die 45-mm-Panzerabwehrkanone M1937 (53-K) schnell zur Standard-Panzerabwehrwaffe der Roten Armee. Die anfänglich noch vorhandenen Vorgänger, die 37- und 45-mm-Kanonen M1932 und M1934, wurden in den aktiven Einheiten nahezu vollständig durch das neue Geschütz ersetzt.
Nach dem deutschen Angriff 1941 zeigte sich die ungenügende Leistung der 45-mm-Kanonen gegen die neueren Modelle der Panzer 38(t), Panzer III und Panzer IV (ihre spätere Ausführungen hatten eine 50- bis 60-mm-Frontpanzerung, unverwundbar für die 45-mm-Panzergranaten des Typs BR-240). Sogar die 30-mm-Seitenpanzerung des Panzers III oder IV blieb infolge der niedrigen Qualität der Panzergranaten ein Problem.
Im Jahr 1938 bauten die Entwickler eine 45-mm-Kampfwagenkanone auf Basis des 53-K-Geschützes. Eingereiht in das Arsenal der sowjetischen Streitkräfte als 45-mm-Kampfwagenkanone M1938 (20-K), wurde diese Variante die Hauptbewaffnung zahlreicher sowjetischer Panzerfahrzeuge. Die leichten Panzer T-26, BT-7, später T-70 und T-80, sowie die Panzerspähwagen BA-10 und BA-11 wurden mit diesen Geschütztyp bewaffnet.

## Entwicklung
Die Kanone wurde im Jahr 1937 konstruiert und war eine Weiterentwicklung des ersten sowjetischen Musters der Panzerabwehrartillerie, der 37-mm-Panzerabwehrkanone M1930 (1-K).

## Produktion
Die Waffe wurde ab 1937 in Serie gefertigt. Nach dem Winterkrieg mit Finnland wurde die Fertigung gestoppt.
Die großen Verluste des Sommers 1941 führten im Dezember 1941 dazu, dass die Serienproduktion der kostspieligen und kompliziert zu fertigenden 57-mm-SiS-Kanonen gestoppt wurde, zumal deren Durchschlagsleistung nicht erforderlich war. An ihrer Stelle wurde wieder die 45-mm-Panzerabwehrkanone M1937 (53-K) produziert, trotz aller Mängel der 45-mm-Munition.
Insgesamt wurden hergestellt:
| Baujahr | 1937 | 1938 | 1939 | 1940 | 1941 | 1942   | 1943   | 1944 | Summe  |
| ------- | ---- | ---- | ---- | ---- | ---- | ------ | ------ | ---- | ------ |
| Anzahl  | 1780 | 3522 | 4536 | 2480 | 1982 | 20.129 | 17.225 | 200  | 51.874 |

## Einsatz
Der erste Kampfeinsatz der 53-K erfolgte in der Schlacht am Chalchin-Gol, wo sie sich vom ersten Tag des Konfliktes an als sehr wirksam gegen japanische Panzerfahrzeuge erwiesen.
Während des Spanischen Bürgerkriegs wurden einige Geschütze an die republikanischen Streitkräfte geliefert und dort getestet.
Im September 1939 wurde das Geschütz während des Überfalls auf Polen an einem beschädigten und von der Wehrmacht bei Brest zurückgelassenen deutschen Panzer III getestet. Das Ergebnis war für die sowjetischen Militärs ernüchternd: die 32 mm starke Seitenpanzerung des Pz. III wurde aus 500 Metern Entfernung im rechten Winkel von einer 45-mm-Panzergranate vom Typ BR-240 nicht durchschlagen. Eine Wiederholung der Versuche 1940 erbrachte ein kaum besseres Ergebnis: Die Panzerung wurde nur bei zwei von fünf Treffern durchschlagen.
Im Winterkrieg jedoch waren diese 45-mm-Geschütze wieder wirksam, sowohl gegen finnische als auch sowjetische Panzerfahrzeuge. Das finnische Heer erbeutete eine bedeutende Anzahl der 45-mm-Panzerabwehrkanonen und stellte sie unter der Bezeichnung 45 PstK / 37 in den eigenen Dienst. Möglicherweise als Folge dieser Erkenntnis sowie zur Erfüllung des Mobilmachungsplanes wurde die Serienproduktion der 45-mm-Panzerabwehrkanone M1937, und auch der 76-mm-Divisionskanonen im Jahr 1940 gestoppt. Die Rüstungsbetriebe wurden auf die Fertigung der neuen leistungsfähigeren, aber sehr kompliziert zu fertigenden, 57-mm-Panzerabwehrkanone M1941 (SiS-2) und 107-mm-Divisionskanone M1940 (M-60) umgestellt.
Im Sommer 1941 war die Schützendivision planmäßig mit 30 Panzerabwehrkanonen ausgestattet: je 2 (bespannt) in jedem der 9 Schützenbataillone und 12 (motorisiert, üblicherweise von GAZ-MM oder GAZ-AAA gezogen) in der Divisions-Panzerabwehrbatterie. Im März 1942 waren die Panzerabwehrkanonen der Schützenbataillone in Regiments-Panzerabwehrbatterien zusammengezogen worden, die Division verfügte jetzt über ein Bataillon mit 3 Panzerabwehr-Batterien zu 8 Geschützen (Soll). Ende 1942 hatte daneben jedes Schützenbataillon wieder zwei 45-mm-Panzerabwehrkanonen. Spätestens ab 1944 war das Divisions-Panzerabwehrbataillon mit schwereren Geschützen (57 und 76 mm) ausgerüstet, die Panzerabwehrbatterien der Schützenregimenter hatten jedoch bis Kriegsende weiterhin sechs 45-mm-Panzerabwehrkanonen.
Die im Truppendienst stehenden 53-K-Kanonen wurden bis zum Ende des Zweiten Weltkrieges benutzt.

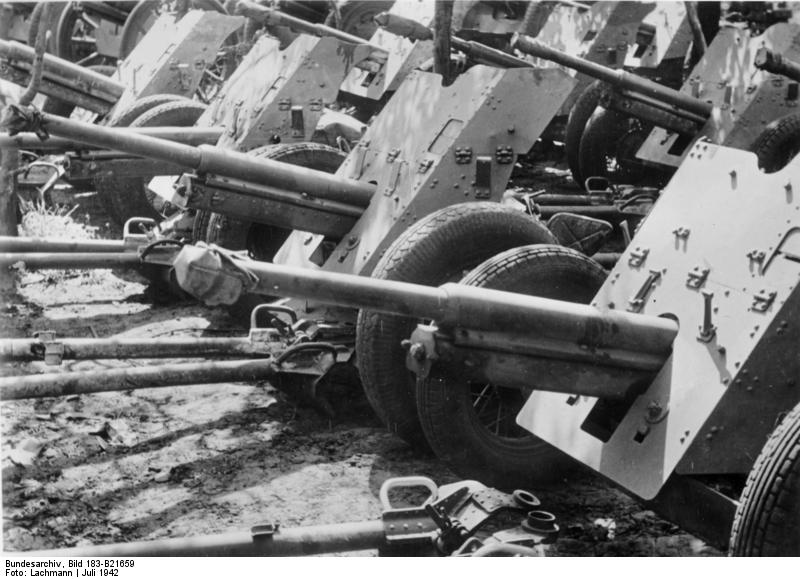
Erbeutete 45-mm-Panzerabwehrkanonen M1937 (53-K)

## Munition

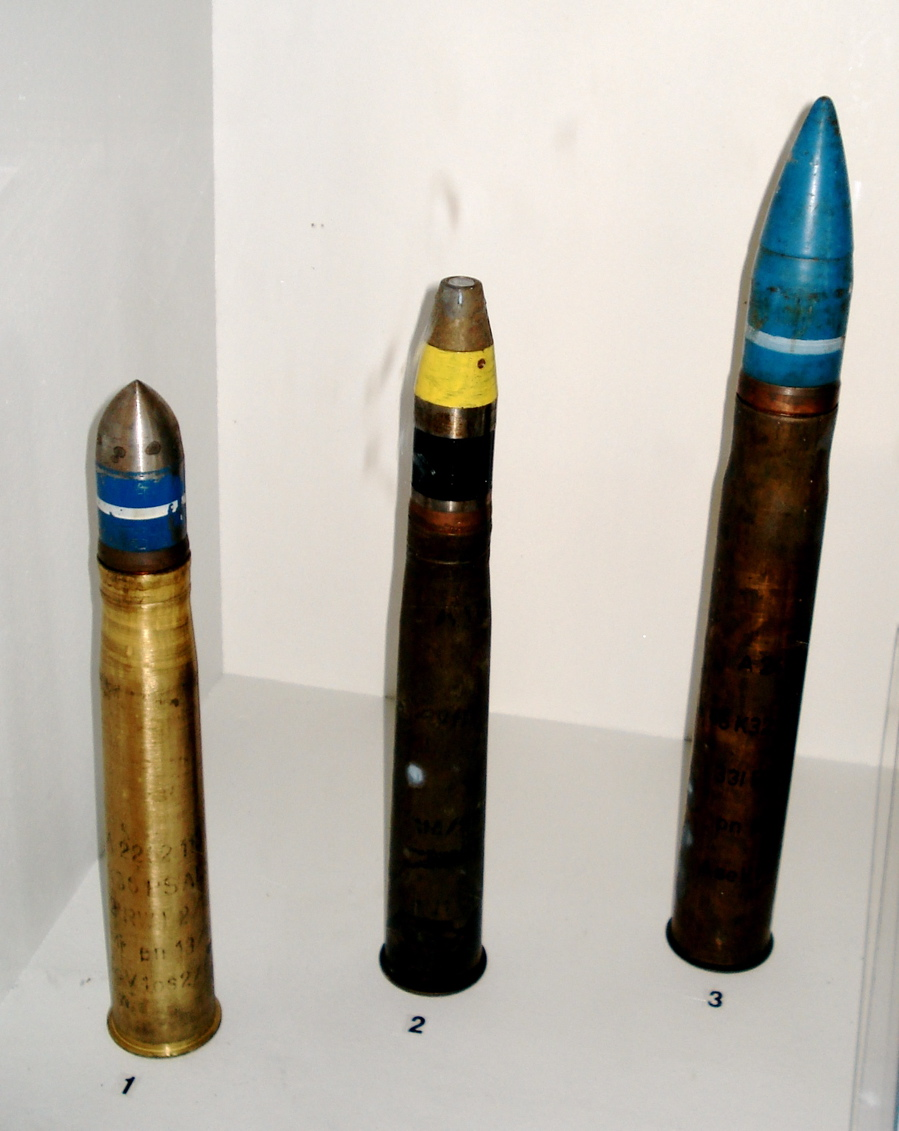
45-mm-Granate (rechts) im Vergleich zu 2 deutschen 37-mm-Granatpatronen

Im Dezember 1941 entwickelte das Konstruktionsbüro unter der Leitung von A. A. Gartz die neue 45-mm-Vollstahlpanzergranate BR-240SP, die aus 500 Metern im rechten Winkel eine Panzerplatte von 50 mm Dicke durchschlagen konnte. Dieses Geschoss ermöglichte die Bekämpfung mittlerer deutscher Panzer. Im zweiten Halbjahr 1942 wurde auch die unterkalibrige BR-240P-Wolframkernpanzergranate entwickelt und angenommen. Ihre höhere Durchschlagsfähigkeit (bis 80 mm aus 200 Metern) ermöglichte es den 45-mm-Kanonen, die Seitenpanzerung des Tigers oder die Frontpanzerung des Panzers IV Ausf. H zu durchdringen. All dies konnte jedoch das Problem der ungenügenden Leistung der 53-K-Kanone nicht vollständig lösen, so dass sie im Jahr 1943 in Serienproduktion durch die 45-mm-Panzerabwehrkanone M1942 (M-42) ersetzt wurde. Auch wurde die Fertigung der 57-mm-Panzerabwehrkanone SiS-2 im Jahr 1943 wieder aufgenommen.

## 4,5-cm-Panzerabwehrkanone 184 (r) und 184/1 (r)
Wie viele andere auch, wurde die M1937 (53-K) und die dazugehörige Munition während des deutschen Angriffs auf die Sowjetunion durch die Wehrmacht erbeutet. Auf deutscher Seite wurde sie unter der Bezeichnung 4,5-cm-Panzerabwehrkanone 184(r) (r für russisch) in Dienst gestellt.

## Technische Daten
| 45-mm-Panzerabwehrkanone M1937           | 45-mm-Panzerabwehrkanone M1937                                               |
| ---------------------------------------- | ---------------------------------------------------------------------------- |
| Allgemeine Eigenschaften                 |                                                                              |
| Klassifikation                           | Bataillons- und Panzerabwehrkanone                                           |
| Chefkonstrukteur                         | Michail Nikolajewitsch Loginow                                               |
| Bezeichnung des Herstellers              | 53-K oder 53K                                                                |
| Hersteller                               | Sawod imeni Kalinina No. 8 (Kalinin-Werk Nr. 8, russ. Завод им. Калинина №8) |
| Gewicht in Feuerstellung                 | 560 kg                                                                       |
| Gewicht in Fahrstellung                  | 1.200 kg                                                                     |
| Mannschaft                               | 4 Mann (Geschützführer, Richtschütze, Ladeschütze und Munitionsschütze)      |
| Baujahre                                 | 1937–1944                                                                    |
| Stückzahl                                | 51.854                                                                       |
| Rohr                                     |                                                                              |
| Kaliber                                  | 45 mm                                                                        |
| Rohrlänge                                | 2.070 mm (L/46)                                                              |
| Feuerdaten                               |                                                                              |
| Höhenrichtbereich                        | −8° bis +25°                                                                 |
| Seitenrichtbereich                       | 60°                                                                          |
| Höchstmündungsgeschwindigkeit            | 760 m/s                                                                      |
| Höchstschussweite                        | 4.400 m                                                                      |
| Feuerrate                                | 15–20 Schuss/min                                                             |
| Beweglichkeit                            |                                                                              |
| Höchstgeschwindigkeit im Fahrzeugschlepp | 50 km/h                                                                      |

## Charakteristiken der Munition
| Nomenklatur der Munition                                          | Nomenklatur der Munition         | Nomenklatur der Munition  | Nomenklatur der Munition      | Nomenklatur der Munition       |
| Typ                                                               | Bezeichnung (Transl. / Russisch) | Gewicht der Granate in kg | Gewicht der Sprengladung in g | Mündungsgeschwindigkeit in m/s |
| ----------------------------------------------------------------- | -------------------------------- | ------------------------- | ----------------------------- | ------------------------------ |
| Kalibrige Panzergranaten                                          |                                  |                           |                               |                                |
| Panzergranate mit Leuchtspur und Geschosshaube (englisch APCBC-T) | BR-240 / БР-240                  | 1,43                      | 18,5 (A-IX-2)                 | 760                            |
| Panzerbrandgranate mit Leuchtspur und Geschosshaube               | BSR-240 / БЗР-240                | 1,44                      | 12,5 + 13 (Brandstoff)        | 760                            |
| Panzergranate mit Geschosshaube (APCBC)                           | B-240 / Б-240                    | 1,43                      | 19,5 (A-IX-2)                 | 760                            |
| Panzergranate mit Leuchtspur (solid AP-T)                         | BR-240SP / БР-240СП              | 1,43                      | keine                         | 757                            |
| Unterkalibrige Panzergranaten                                     |                                  |                           |                               |                                |
| Wolframkern-Panzergranate mit Leuchtspur (APCR-T)                 | BR-240P / БР-240П                | 0,85                      | keine                         | 985                            |
| Splittergranaten                                                  |                                  |                           |                               |                                |
| Splittergranate                                                   | O-240                            | 1,98–2,15                 | 78                            | 343                            |
| gusseiserne Splittergranate                                       | O-240А                           | 1,98–2,15                 | 78                            | 343                            |
| Kartätsche                                                        |                                  |                           |                               |                                |
| Kartätsche                                                        | Schtsch-240 / Щ-240              | 1,62                      | 137 Kugeln, 100 g Pulver      | ?                              |

| Durchschlagtafel für 45 mm PaK 53-K | Durchschlagtafel für 45 mm PaK 53-K | Durchschlagtafel für 45 mm PaK 53-K |
| --- | ----------------------------------- | ----------------------------------- |
| Panzergranaten B-240, BR-240, BSR-240 |                                     |                                     |
| Schussweite in m | Auftreffwinkel 30°, mm              | Auftreffwinkel 0°, mm               |
| 100 | 43                                  | 52                                  |
| 250 | 39                                  | 48                                  |
| 500 | 35                                  | 43                                  |
| 1000 | 28                                  | 35                                  |
| 1500 | 23                                  | 28                                  |
| 2000 | 19                                  | 23                                  |
| Panzergranate BR-240SP |                                     |                                     |
| Schussweite in m | Auftreffwinkel 30°, mm              | Auftreffwinkel 0°, mm               |
| 100 | 49                                  | 59                                  |
| 250 | 45                                  | 55                                  |
| 500 | 40                                  | 51                                  |
| 1000 | 32                                  | 40                                  |
| 1500 | 26                                  | 33                                  |
| 2000 | 22                                  | 26                                  |
| Panzergranate BR-240P |                                     |                                     |
| Schussweite in m | Auftreffwinkel 30°, mm              | Auftreffwinkel 0°, mm               |
| 100 | 70                                  | 96                                  |
| 200 | 65                                  | 84                                  |
| 300 | 59                                  | 72                                  |
| 400 | 53                                  | 61                                  |
| 500 | 47                                  | 51                                  |
| Diese Daten wurde nach sowjetischer Methodik ermittelt (Jakob-de-Marres-Formel, einsatzgehärtete Panzerung großer Härte (1,1- bis 1,3-fache Stärke der RHA) als Beschussziel). Es muss darauf hingewiesen werden, dass die Durchschlagsfähigkeit merklich von der Produktionscharge der Granaten und der Technologie der Herstellung abhing. So ist der direkte Vergleich mit ähnlichen Daten anderer Geschütze nicht möglich. |                                     |                                     |